# Annii
Légende :
♦Patricien, ♦Plébéien, ♦Consulaire, ♦Sénatorial, ♦Équestre
Gens et Liste des gentes romaines
Les Annii (singulier: Annius) sont les membres d'une ancienne famille plébéienne romaine, la  gens Annia, probablement originaire de Setia. Les cognomina portés dans cette famille durant la République sont Asellus, Bellienus, Cimbeius, Luscus et Milo.
Tite-Live mentionne cette famille pour la première fois avec un Lucius Annius originaire de Setia, préteur latin en 340 av. J.-C.

## Membres sous la République

### Annii Lusci
- Titus Annius, (v.-225 - ap.-169);
  - Titus Annius Luscus, (v.-200 - ap.-133), consul en -153;
    - Titus Annius Rufus, (v.-165 - ap.-123), consul en -123;
      - Titus Annius, (v.-135 - ?);
        - Annia, (v.-110 - ?), épouse de (Caius) Papius;
          - Titus Annius Milo, (v.-95 - -48), tribun de la plèbe en -57, préteur en -55, candidat au consulat en -53, fils adoptif de son grand-père maternel.

      - Caius Annius (Luscus), (v.-130 - ap.-82), préteur, proconsul en Hispanie;
      - Annia, (v.-125 - ?), épouse de Lucius Cornelius Cinna puis de Marcus Pupius Piso Frugi Calpurnianus;

### Autres
- Lucius Annius, préteur latin de Setia en 340 av. J.-C. convoqué par le Sénat qui soupçonne un complot impliquant les Latins et les Campaniens. À Rome, Lucius Annius s'oppose au consul Titus Manlius Torquatus sur les droits à accorder aux Latins. Selon la tradition, Lucius Annius fait une mauvaise chute, peut-être mortelle, en sortant du temple de Jupiter capitolin où s'est réuni le Sénat, interprétée comme un signe des dieux approuvant la guerre contre les Latins qui est déclarée[a 1].
- Marcus Annius, un des triumviri agris dandis assignandis attaqués à Placentia par les Boïens en 218 av. J.-C. alors qu'ils répartissent les terres pour les colonies fondées à Placentia et Cremona[1]
- Caius Annius, sénateur en -135;
- Marcus Annius, questeur en 119 av. J.-C.
- Lucius Annius, tribun de la plèbe en 110 av. J.-C.
- Titus Annius Cimber, préteur en 44 av. J.-C., fils d'un affranchie;

## Membres sous l'Empire

### Annii Poliio
Les Annii Pollio sont inscrits dans la Tribu Cornelia.
- Caius (Annius), (v.-65 - ?);
  - Caius Annius Pollio, (v.-40 - ap.5), consul suffect en 5;
    - Caius Annius Pollio, (v.-20 - ap.32), consul suffect en 20/1;
      - Caius Annius (Pollio), (v.1/5 - ?), consul suffect;
      - Lucius Annius Vinicianus, (v.5 - 42), consul suffect[b 1];
        - (Caius) Annius Pollio, (v.30 - ap.65), exiler en 65;
        - (Lucius) Annius Vinicianus, (v.33 - 66), légat en 63;

      - ? Annia, (v.10 - ?), épouse un Atratinus;

### Annii Galli
Les Annii Galli sont originaires d'Iguvium.
- Appius Annius Gallus, (v.30 - ap.69), consul suffect en 67;
  - ? Appius Annius Trebonius Gallus, (v.70 - ap.108), consul en 108;
    - ? Appius Annius Gallus, (v.105 - ap. v.139), consul suffect vers 139;
      - Appia Annia Regilla Atilia Caucidia Tertulla, (v.125 - v.160), épouse d'Herode Atticus;
      - Appius Annius Atilius Bradua, (v.127 - ap.160), consul en 160[2].

### Annii Veri
Les Annii Veri sont originaires d'Ucubi, en Bétique. Ils sont inscrits dans la tribu Galeria.
- Annius Verus, (v.30 - ?), sénateur sous Néron;
  - Marcus Annius Verus, (v.63 - 127/38), triple consulaire, Préfet de Rome;
    - Marcus Annius Verus, (v.94 - 124), préteur en 124;
      - Imp. Caesar Marcus Aurelius Antoninus Aug., (26/4/121 - 17/3/180), empereur romain en 161;
        - Domitia Faustina, (147 - 151);
        - Titus Aurelius Antoninus, (149 - 149)
        - Titus Aelius Aurelius, (149 - 149)
        - Annia Aurelia Galeria Lucilla, (7/3/150 - 182), épouse de Lucius Verus puis de Claudius Pompeianus;
        - Annia Galeria Aurelia Faustina, (151 - 192/7), épouse de Cnaeus Claudius Severus
        - Titus Aelius Antoninus, (152 - 152)
        - Fadilla, (159 - ap.190), épouse de Marcus Peducaeus Plautius Quintillus
        - Cornificia, (160 - 213), épouse de Marcus Petronius Sura Mamertinus puis Lucius Didius Marinus;
        - Titus Aurelius Fulvius Antoninus, (31/8/161 - 165)
        - Imp. Caesar Lucius Aelius Aurelius Commodus Aug., (31/8/161 - 31/12/192), empereur romain en 177;
        - Marcus Annius Verus, (162 - 10/9/169), Caesar en 166;
        - Hadrianus, (v.163/4 - av.166)
        - Vibia Aurelia Sabina, (v.170 - av.217), épouse de Lucius Antistius Burrus puis de Lucius Aurelius Agaclytus

      - Annia Cornificia Faustina, (v.122 - 152), épouse de Caius Ummidius Quadratus Annianus Verus;

    - Marcus Annius Libo, (v.95 - ap.128), consul en 128;
      - Marcus Annius Libo, (v.125 - 163/5), consul suffect en 161;
        - Marcus Annius Sabinus Libo, (v.150 - ?), curateur de Lavinium;
          - Marcus Annius Flavius Libo, (v.170 - ap.204), consul en 204;

      - Annia Fundania Faustina, (v.130 - v.192), épouse de Titus Pomponius Proculus Vitrasius Pollio;

    - Annia Galeria Faustina, (v.100 - 140), épouse d'Antonin le Pieux;
    - ? (Annia), (v.95 - ?), épouse de Caius Ummidius Quadratus;
    - ? (Annia), (v.105 - ?), épouse de Lucius Vibius Sabinus;

### Annii Largi
Les Annii Largi sont originaires de Perusia.
- Lucius Annius Largus, (v.70 - ap.109), consul suffect en 109;
  - (Lucius Annius Largus), (v.90 - ?);
    - Lucius Annius Largus, (v.110 - ap.147), consul en 147[b 2],[b 3];
      - Lucius Annius Largus, (v.140 - ap.170), salins palatins;

  - Titus Annius Largus, (v.95 - ?);

### Annii Fabiani
- Lucius Annius Fabianus, (v.100 - ap.141), tribun de la plèbe, consul suffect en 141[b 4];
  - ? (Annius Fabianus), (v.135 - ?);
    - Lucius Annius Fabianus, (v.165 - ap.201), consul en 201[b 5];

### Annii Honorati
Les Annii Honorati sont inscrits dans la Tribu Quirina.
- Annius Honoratus, (v.135 - ?), praefectus alae
  - Lucius (Annius Honoratus), (v.160 - ?);
    - Lucius Annius Italicus Honoratus, (v.180 - ap.224), consul suffect, légat d'Auguste en Moesie Inférieur[b 6];
      - Lucius Annius Italicus Gavidius Torquatus, (v.210 - ap.v.245), consul suffect;
        - Lucius Annius Italicus Rutilianus, (v.235 - ?)[b 7];

      - Annia Italica;
      - Annius Honoratus[b 8];

### Annii Anullini
- Caius Annius Anullinus Geminus Percennianus, (v.185 - ap.231), consul suffect;
  - ? (Caius Annius Anullinus), (v.210 - ?);
    - ? (Caius Annius) Anullinus, (v.235 - ?);
      - Caius Annius Anullinus, (v.260 - ap.312), consul en 295, Préfet de Rome II en 312[b 9];
        - (Caius Annius) Anullinus, (v.280 - ap.313), proconsul d'Afrique en 313;

### Autres
- Publius Annius Florus, (v.70/5 - v.140), historien romain du IIe siècle.
- Marcus Annius Suriacus, (v.120 - ap.164), Préfet d'Égypte de 161 à 164.
- Marcus Annius Florianus, dit « Florien », empereur romain en 276.

## Pour approfondir